# Cistella crassipila
Cistella crassipila är en svampart som först beskrevs av Raitv., och fick sitt nu gällande namn av Raitv. 1978. Cistella crassipila ingår i släktet Cistella och familjen Hyaloscyphaceae.   Inga underarter finns listade i Catalogue of Life.